# Plecotus auritus
Oreillard roux
Espèce
Statut de conservation UICN

 LC  : Préoccupation mineure
L'Oreillard roux (Plecotus auritus) est une chauve-souris européenne de la famille des vespertilionidés à oreilles démesurées et tragus apparent, caractéristiques des oreillards. Il hiberne dans les cavités et grottes. Cette espèce est difficile à distinguer de sa cousine l'Oreillard gris (P. austriacus), reconnue dans les années 1960. Au début des années 2000 une troisième espèce, l'Oreillard montagnard (P. macrobullaris), est également distinguée en Europe.

## Description
Espèces de taille moyenne (entre 42 et 53 mm), qui se reconnaissent facilement par leurs grandes oreilles, caractéristiques du genre. Elles sont presque aussi longues que le corps, se touchant à la base, avec 22 à 24 plis. Les bords antérieurs sont élargis et garnis de soies.
Le pelage dorsal est brun roux, long et épais, et blanc gris sur le ventre. Elle est très semblable aux deux autres Oreillards (Oreillard gris et Oreillard alpin) mais légèrement plus petite et plus fine. Seule la clé de détermination permet une identification rigoureuse.
Les ailes sont larges mais courtes (lui permettant un vol stationnaire), de couleur gris-brun clair, comme les oreilles et le tragus.
Les yeux sont assez grands et le museau élargi, avec 2 renflements au-dessus de la truffe.

## Dénominations
L'Oreillard roux possède de nombreux noms vulgaires, comme Oreillard brun, Oreillard commun ou Oreillard septentrional.

## Répartition géographique
Les oreillards ont une large distribution en Europe. L'Oreillard roux est présent sur l'ensemble du territoire français à l'exception du littoral méditerranéen. Toutefois, les connaissances sur la répartition des deux espèces jumelles restent faibles du fait de la difficulté d’identification et de leur discrétion.

## Mœurs et habitat
L'Oreillard roux fréquente surtout les milieux forestiers, particulièrement les forêts stratifiées, avec des sous-étages encombrés d’arbustes et de branchages, mais aussi les vallées alluviales, les parcs et les jardins.
Cette espèce vit en colonies allant de cinq à cinquante, voire cent individus. Les mâles sont peu nombreux, voire parfois absents. Leur nombre augmente avec l’avancement de l’été (jusqu’au moment des accouplements). En revanche, elle hiberne la plupart du temps en solitaire, de novembre à mars, dans les mines, les bunkers, les grottes, les caves des maisons, les anfractuosités de pont, les carrières, mais aussi dans des cavités d’arbre, dans les bâtiments frais comme les greniers ou les maisons abandonnées.
C'est une espèce sédentaire qui ne parcoure que quelques kilomètres entre les gîtes de reproduction et les quartiers d'hiver.
L'Oreillard Roux est exclusivement insectivore, il chasse habituellement à moins de 2 km de son gîte à la tombée de la nuit (15 à 60 min après le coucher du soleil). Il se nourrit principalement de papillons (lépidoptères nocturnes et trichoptères) mais aussi des diptères, araignées et coléoptères. Pour chasser il pratique parfois la technique dite du glanage consistant à « glaner » la proie posée sur son support ou au moment où elle décolle en tentant de s’enfuir.

## Taxonomie
Selon Mammal Species of the World (version 3, 2005)  (3 décembre 2016), cinq sous-espèces sont reconnues :
- Plecotus auritus auritus (Linnaeus, 1758)
- Plecotus auritus begognae de Paz, 1994
- Plecotus auritus homochrous Hodgson, 1847
- Plecotus auritus sacrimontis G.M. Allen, 1908
- Plecotus auritus uenoi Imaizumi & Yoshiyuki, 1969

Cependant, deux de ces taxons sont désormais élevés au rang d'espèce, Plecotus sacrimontis et Plecotus homochrous, et la sous-espèce uenoi est reconnue comme synonyme de Plecotus ognevi.

## Menaces et statut de protection
Étant un animal nocturne, il est adapté à évoluer dans la pénombre ou bien au clair de lune. Cependant, les éclairages massifs de nos espaces urbanisés ne laissent que peu de place à l’obscurité de la nuit ou encore à la lueur des étoiles (qui jouerait un rôle potentiel dans l’orientation des chauves-souris au cours de migrations). Il a été prouvé que toute cette lumière artificielle nuit considérablement aux chauves-souris (en particulier Murins et Oreillards) pour ce qui est de la chasse et des déplacements en général.
Un autre menace pour les chauve-souris en général est le chat domestique. Même quand il n'inflige pas de blessure mortelle à priori à sa proie, les germes présents dans sa gueule et au bout de ses pattes portent quasi systématiquement le coup de grâce.
Comme pour tous les animaux volants, il existe le risque de collisions avec des structures (qu’elles soient fixes telles que des bâtiments vitrés ou mobiles telles que des véhicules). Il existe aussi un grand risque lié aux rubans adhésifs utilisés pour la lutte contre les mouches dans les granges ou les maisons. Malheureusement, les chauves-souris y sont également sensibles et peuvent mourir de ces pièges.
Au niveau international, l'Oreillard Roux est protégé par la Convention de Berne (annexe II) relative à la conservation de la vie sauvage et du milieu naturel de l'Europe et par la Convention de Bonn (annexe II) sur la conservation des espèces migratrices appartenant à la faune sauvage.
Au niveau national, cette espèce est protégée par l'Arrêté du 23 avril 2007 fixant la liste des mammifères terrestres protégés sur l'ensemble du territoire et les modalités de leur protection.